# Public Enemies (1996)
Public Enemies is een Amerikaanse speelfilm uit 1996 van de regisseur Mark L. Lester.

## Verhaal
Public Enemies gaat over het verhaal van de 'Barker-gang' in de jaren 30. In deze gangsterperiode, stond de familie Barker bovenaan bij de 'Most Wanted' lijst. Onder leiding van 'Ma' Barker beroven ze banken, ontvoeren en vermoorden mensen. Totdat ze de fout in gaan...

## Rolverdeling
| Acteur          | Personage      |
| --------------- | -------------- |
| Theresa Russell | Kate Barker    |
| Eric Roberts    | Arthur Dunlop  |
| Richard Eden    | George Barker  |
| Alyssa Milano   | Amaryllis      |
| Joseph Lindsey  | Herman Barker  |
| Joseph Dain     | Lloyd Barker   |
| James Marsden   | Doc Barker     |
| Gavin Harrison  | Freddie Barker |